# Hyptia lynchi
Hyptia lynchi är en stekelart som beskrevs av Juan Brèthes 1913. Hyptia lynchi ingår i släktet Hyptia och familjen hungersteklar. Inga underarter finns listade i Catalogue of Life.